# Tous des monstres !
Tous des monstres !, septième volume des Aventures Extraordinaires d'Adèle Blanc-Sec, est une bande dessinée en couleurs de Jacques Tardi publiée dans le mensuel (À suivre) en 1994 et parue en album la même année chez Casterman.

## Résumé
Paris, le 12 novembre 1918.
14 h 00. 24 h après la signature de l'Armistice de 1918 (d'après le cartouche qui ouvre le livre, en fait 28 h 45 puisque l'armistice fut signé à 5 h 15), 14 h après la fin du  Noyé à deux têtes, les tentacules rouges enlèvent un bébé dans le parc des Buttes-Chaumont sous les yeux du passant habituel, d'un homme qui semble le connaître (Chalazion), du boucher Chevillard et de sa fille Georgette, qui croient reconnaître dans le passant Honoré Fia, qu'ils pensent cependant tombé devant Douaumont.

Pendant ce temps, Adèle Blanc-Sec (dont l'appartement est toujours sous la surveillance, depuis l'appartement d'en face, d'un dénommé Punais, pour le compte d'une personne toujours inconnue), après avoir lu dans la presse un résumé de la journée précédente (soit les événements relatés dans Le Noyé à deux têtes se rend chez son imprimeur, Bonnot, et quoique mécontente des illustrations que celui-ci a fait mettre sur les couvertures, apprend que durant son absence son contrat a été reconduit par tacite reconduction. Elle y rencontre Fia. Rentrée chez elle, elle réalise qu'elle la croisée la veille lorsque les tentacules sont apparues Gare du Nord et décide d'aller le voir.

Brindavoine, toujours déguisé en clown par Laumanne dans le tome précédent, et Roy, rencontrent Chalazion qui les a entendu parler des tentacules et leur montre l'illustration réalisée par Fia sur le livre d'Adèle Blanc-Sec. Quand il apprend que Brindavoine la connaît, il les décide à aller chez elle.

Arrivée devant la chambre de Fia, Adèle est assommée et emmenée, ainsi que Fia, par deux inconnus, tandis que les tentacules rouges commencent à envahir la pièce.

Chez Adèle, Brindavoine, Roy et Chalazion rencontrent Flageolet, chargé par Laumanne d'espionner l'héroïne. Chalazion raconte comment Fia, qu'on a cru blessé, a été soigné par le major Pochard, le même qui a amputé Brindavoine, pseudonyme de Dieuleveult, savant fou déjà croisé dans Le Savant fou qui s'est retrouvé défiguré dans Le Secret de la salamandre en voulant tuer Adèle durant son hibernation. On découvre que c'est lui qui l'a enlevée (devant chez Fia), car il lui voue une haine profonde et injustifiée, qu'il veut tuer dès qu'il aura accompli son nouveau grand projet.

Il explique qu'après avoir soigné Fia, durant la guerre, il a découvert que la peur lui permettait de matérialiser les tentacules rouges. Il souhaite utiliser ce don pour matérialiser les horreurs qu'il a dans sa propre tête, qu'il tente d'implanter dans l'imagination de Fia pour le rendre encore plus puissant et l'utiliser afin de rétablir le Tsar. On apprend que c'est lui qui a chargé Punais de surveiller l'appartement d'Adèle. Dans celui-ci, Flageolet révèle les motivations et l'adresse de Dieuleveult. Punais l'en informe, et Dieuleveult décide de se rendre chez Adèle, la laissant seule avec Fia, ligotés, elle sur un siège, lui sur une table d'opérations. Fia arrive à se détacher, libère Adèle, et ils partent ensemble, tandis que Laumanne et son adjoint arrivent chez Adèle. Brindavoine et Roy les assomment.

Arrivé chez Adèle, Dieuleveult découvre Laumanne ligoté, et entre en crise : des tentacules rouges lui sortent de la bouche, des oreilles et des yeux, ce qui crée chez les personnes présentes des réminiscences des monstres qui les ont terrorisés pendant leur enfance. Pendant ce temps, Fia fait une crise de terreur mais il ne se passe plus rien.

Le boucher Chevillard tente de marier sa fille Georgette à l'éditeur Bonnot. On apprend que la terreur de Fia pour les tentacules rouge provient de la lecture du  Démon des glaces, ouvrage précédent de Tardi, dont certains personnages sont réapparus dans Momies en folie.

Chez Dieuleveut, Brindavoine et Chalazion croisent Punais, qu'ils obligent à informer Dieuleveult de la disparition d'Adèle et de Fia, qui de leur côté croisent l'anarchiste à l'orgue de barbarie explosif. Ils se donnent rendez-vous devant l'Opéra. Dieuleveut, Caduc, son homme de main (ancien camarade de Chalazion et Fia, lobotomisé par Dieuleveult), Laumanne, son adjoint Stygmates, Brindavoine et Chalazion y croisent Adèle.

Les dix-sept personnages (Adèle, Brindavoine, Fia, Laumanne et Stygmates, Dieuleveult, Punais et Caduc, Chalazion, Roy, Flageolet, Kiki le siamois à deux têtes, l'anarchiste et son singe, Chevillard et sa fille Georgette accompagnés de Bonnot) convergent vers les Butte-Chaumont ou « Le Druide », un joueur de « bandonéon mystique », doit faire apparaître un « Maxi-monstre » pour les délivrer des visions causées par les tentacules de Dieuleveult. Après cela, Georgette Chevillard, qui pense qu'Adèle a une liaison avec Fia, son fiancé, lui jette Le Démon des glaces à la tête ; notre héroïne tombe, Dieuleveult, qui la croit morte, en fait une crise cardiaque, mais elle s'en tire avec une cheville foulée.

Rentrée chez elle, Adèle nous résume ce qu'il est advenu des principaux protagonistes.

## Personnages (par ordre d'apparition ou d'évocation)
- le soldat
- la nourrice
- le bébé
- Chalazion
- l'homme au feutre noir/Honoré Fiasco dit « Fia »
- M. Chevillard
- Georgette Chevillard
- Punais
- son mystérieux interlocuteur/le professeur Dieuleveult/le major Pochard
- Adèle Blanc-Sec
- M. Bonnot
- Lucien Brindavoine
- Roy
- le commissaire Laumanne (dit « le tortionnaire »)
- l'inspecteur Stigmates (dit « à côté de ses pompes »)
- Simon Flageolet
- Caduc
- le modèle de l'Académie de Dessin
- l'anarchiste au petit singe
- le général Bouclard (dit « le boucher de Verdun »)
- Artroz
- Bibi, le siamois du Caucase
- Pipo, l'homme-obus
- le druide Tudek Babylonosor/Albert Biloux

## Commentaires
Près de dix ans après Le Noyé à deux têtes, Tardi renoue avec les aventures d'Adèle Blanc-Sec que le lecteur retrouve au lendemain du 11 novembre 1918. Si les rocambolesques aventures qu'elle est amenée à vivre sortent davantage qu'auparavant du cadre parodique que s'était fixé l'auteur jusque-là, l'hommage au roman-feuilleton prend une nouvelle forme puisqu'on nous rappelle page après page que l'héroïne en écrit (et en fait publier... même si elle n'est nullement responsable des choix artistiques de son éditeur s'agissant des couvertures qui y sont associées !) tandis que Le Démon des glaces se révèle avoir été le livre de chevet d'Honoré Fia. 
Une fois encore, la dernière page de cet album pose par ailleurs un certain nombre de questions qui annoncent le volume suivant : Le Mystère des profondeurs.

## Anecdote
- Les nombreux « monstres » de l'album ne sont pas tous dus à Jacques Tardi, qui a invité sur cet album les dessinateurs Pétillon, Mézières, Florence Cestac, Boucq, Solé, Gotlib, Rochette, F'murr, Vuillemin, Kelek, Garrigue, Comès, Bilal, Choupôt, Fred, Nicollet et Philippe Druillet sans oublier deux de ses propres enfants, Oscar et Rachel.
- Le titre de l'album n'est pas une référence au défilé de monstres imaginaires, mais à une réflexion désabusée du vieil anarchiste au petit singe à la fin de l'album précédent, à propos des dirigeants du monde : « Ils nous déguisent, un jour en poilu, un jour en clown, un jour en cadavre... Tous des monstres ! »